# Estadi Cuauhtémoc
L'Estadi Cuauhtémoc és un estadi de futbol situat a la ciutat de Puebla de Zaragoza (Mèxic). És la seu del Puebla Fútbol Club de la Primera Divisió de Mèxic.
Va ser inaugurat el 1968, essent seu de futbol dels Jocs Olímpics d'estiu del mateix any. Ha estat seu mundialista en dues ocasions: 1986 i 1970.
L'estadi Cuauhtémoc, també anomenat "Colós de Meravelles", és l'estadi amb més capacitat de Mèxic després dels estadis Asteca, Olímipic Universitari i Jalisco amb una capacitat aproximada de 51.726 espectadors i també és l'estadi més alt de Mèxic amb 45.9 metres d'altura des del terra fins al sostre.
A partir de la seva re-inauguració el 18 de novembre del 2015, l'estadi Cuauhtémoc es va convertir en el primer estadi de Mèxic i d'Amèrica Llatina a estar completament cobert amb una façana d'ETFE. Avui dia es troba entre els millors estadis de Mèxic per la seva modernitat, instal·lacions i capacitat d'espectadors. Estadis europeus com l'Allianz Arena o San Mamés estan fets amb aquest mateix material.

## Referències

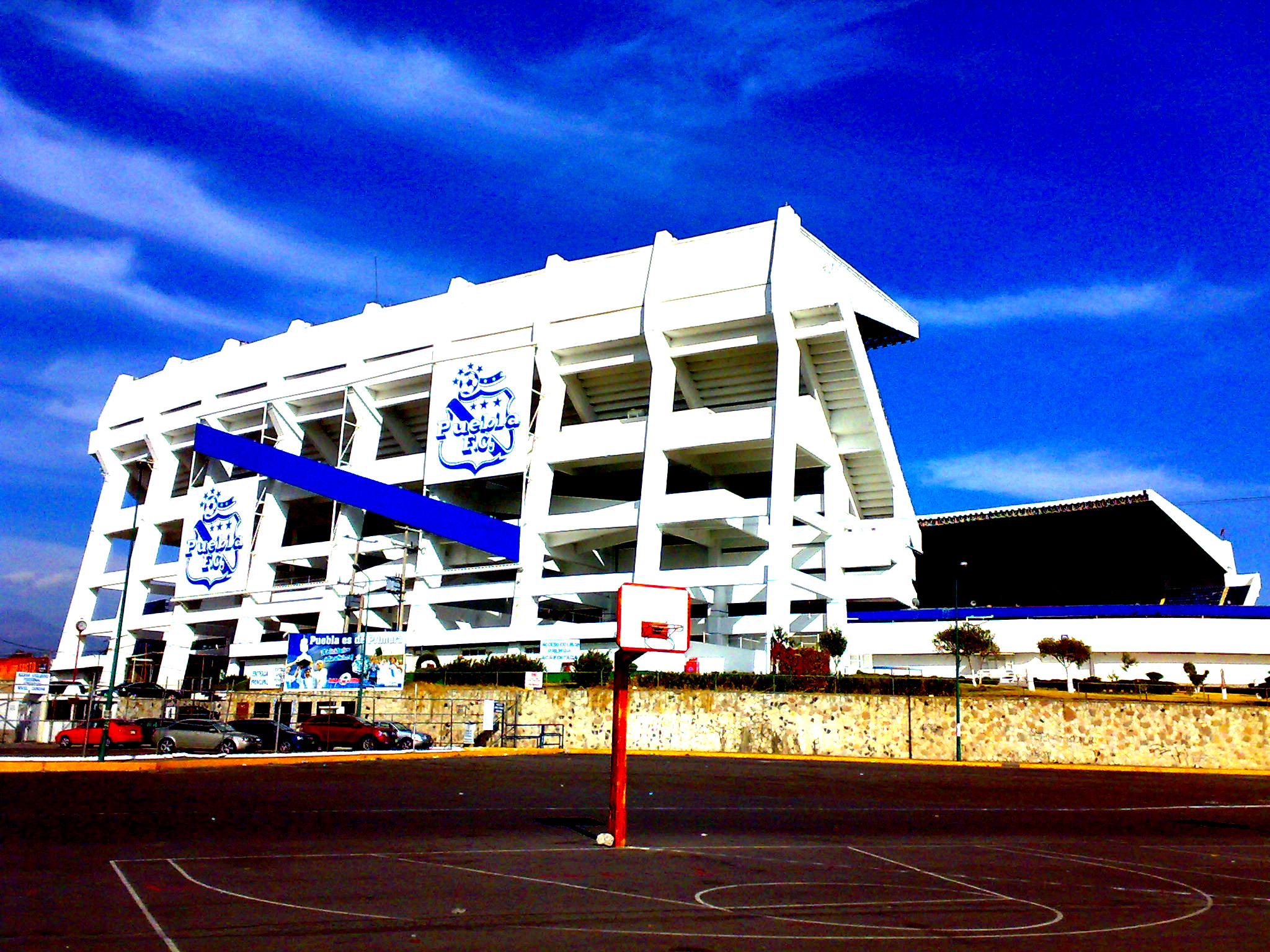
Estadi Cuauhtémoc. 2008.

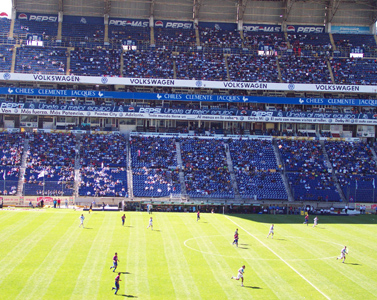
Estadi Cuauhtémoc, 2004.